# Национальный университет «Черниговский коллегиум» имени Т. Г. Шевченко
Национальный университет «Черниговский коллегиум» имени Т. Г. Шевченко (укр. Національний університет «Чернігівський колегіум» імені Т. Г. Шевченка) — высшее учебное заведение в Чернигове (Украина). Уровень аккредитации — IV. Ректор — Олег Шеремет.

## История
История университета восходит к Черниговскому коллегиуму, основанному в 1700 году по образцу Киево-Могилянской академии. Коллегиум играл важную роль в становлении высшего педагогического образования на Левобережной Украине. Его основатели Л. Баранович, И. Максимович, А. Стаховский, И. Галятовский.
В 1786 году коллегиум был реорганизован в семинарию, которая продолжила подготовку учителей. Новые социально-экономические условия и культурные запросы общества привели к тому, что в начале XX века произошла существенная перестройка педагогического образования. Эстафету в подготовке учителей перенял Учительский институт (1916), который начал свою деятельность, как заведение выше среднего типа с словесно-историческим, физико-математическим и географическим отделениями. Созданное учебное заведение унаследовало библиотеку семинарии.
В 1919 году институт сделал свой первый советский выпуск — 13 человек и был реорганизован в педагогический с четырёхлетним сроком обучения.
В последующие годы институт реорганизовывался: 1920 — институт народного образования, 1930 — институт социального образования, 1933 — педагогический, 1935 — учительский, 1939 — объединённый учительский и педагогический. В 1954 был реорганизован в педагогический по решению коллегии Министерства образования УССР. 13 марта 1998 года педагогический институт был превращён в Черниговский государственный педагогический университет им. Т. Г. Шевченко, а 8 января 2010 года ему был предоставлен статус национального.
4 октября 2017 года университет стал классическим с названием «Национальный университет „Черниговский коллегиум“ имени Т. Г. Шевченко».

## Современная ситуация
Университет имеет современную материально-техническую базу: три учебных и один спортивный корпуса, около 20 компьютерных классов. Книжный фонд университетской библиотеки насчитывает более 750 тыс. единиц. Создан редакционно-издательский центр. Открыт Астрономический научно-исследовательский центр. Университет имеет периодические издания по 5 специальностям. В университетский городок также входит три общежития, спортивный корпус, студенческий санаторий-профилакторий. Вуз готовит специалистов с 27 специальностей.

## Структура университета
Подразделения университета:
- Естественно-математический факультет с собственным планетарием
- Учебно-научный институт профессионального образования и технологий (бывший Технологический факультет, Индустриально-педагогический факультет)
- Учебно-научный институт истории и социогуманитарных дисциплин имени А. М. Лазаревского (бывший Исторический факультет, Институт истории, этнологии и правоведения имени А. М. Лазаревского)
- Факультет физического воспитания
- Факультет дошкольного, начального образования и искусств
- Учебно-научный институт психологии и социальной работы (бывший Психолого-педагогический факультет)
- Филологический факультет
- Заочное отделение
- Астрономический научно-исследовательский центр
- Редакционно-издательское отделение
- Библиотека
- Система довузовской подготовки
- Два специализированных учебных совета по защите кандидатских диссертаций (по истории Украины и по профессиональному обучению).

## Известные выпускники
- Олекса Десняк (1909—1942) — украинский советский писатель.
- Стебун, Илья Исаакович (1911—2005) — известный учёный, писатель и литературовед, доктор филологических наук, профессор.
- Дядиченко В. А. — доктор исторических наук, профессор.
- Лось, Фёдор Евдокимович (1908—1980) — доктор исторических наук, профессор, заслуженный деятель науки УССР.
- Москаленко, Фёдор Яковлевич — доктор философских наук, профессор.
- Миргородский П. А. — бывший заместитель министра образования УССР.